# Mayr-Melnhof

Logo

Mayr-Melnhof este o companie producătoare de ambalaje din carton din Austria.
Activitatea companiei este împărțită în trei divizii operative: MM-Karton, MM-Packaging și MM-Graphia.
Grupul Mayr-Melnhof are o capacitate de prelucrare de 324.000 tone anual, având capacități de producție în Austria, Germania, Franța, Marea Britanie, Ungaria, Polonia și România.
În anul 2003, grupul a avut vânzări de aproximativ 400 de milioane de euro.

## Mayr-Melnhof în România
Divizia MM Packaging, producătoare de cutii pliante din carton multistrat a intrat pe piața din România în anul 1999.
În anul 2005, MM Packaging era liderul pieței, având producție anuală de 9.000 tone de carton și 95 de angajați.
În anul 2003, compania a avut vânzări totale de 6,5 milioane de euro, și o cotă de peste 10% pe piața cartonului duplex.
În iunie 2004, MM Packaging a achiziționat divizia specializată în producția de ambalaje de carton a companiei Rodata, care a înregistrat o cifră de afaceri de 3,5 milioane de euro în 2003.